# Michihisa Date
Michihisa Date (伊達 倫央, Date Michihisa) est un footballeur et entraîneur japonais né le 22 août 1966 à Shizuoka dans la préfecture de Shizuoka au Japon.